# Giacomo Sellitto
Giacomo Sellitto (Napoli, 28 luglio 1701 – Napoli, 20 novembre 1763) è stato un compositore e insegnante di canto italiano.
Era fratello minore del compositore Giuseppe Sellitto. Sulla sua biografia si conosce pochissimo: egli prestò sicuramente servizio come maestro di cappella al Collegio dei Nobili di Napoli.
Per quanto concerne la sua attività compositiva, scrisse 72 fughe per clavicembalo, uno Stabat Mater per 4 voci, violino, violetta e basso continuo, l'opera La Gineviefa, rappresentata nel 1745 e la tragedia per musica Santa Perpetua martire.